# Mangua hughsoni
Mangua hughsoni är en spindelart som beskrevs av Forster 1990. Mangua hughsoni ingår i släktet Mangua och familjen Synotaxidae. Inga underarter finns listade i Catalogue of Life.